# کلمن (آرکانزاس)
کلمن (به انگلیسی: Coleman) یک منطقهٔ مسکونی در ایالات متحده آمریکا است که در شهرستان درو، آرکانزاس واقع شده‌است. کلمن ۹۲٫۰۵ متر بالاتر از سطح دریا واقع شده‌است.